# Neptis nirei
Neptis nirei är en fjärilsart som beskrevs av Shuhei Nomura 1935. Neptis nirei ingår i släktet Neptis och familjen praktfjärilar. Inga underarter finns listade i Catalogue of Life.